# 玛丽亚·伊里尼奇娜·乌里扬诺娃

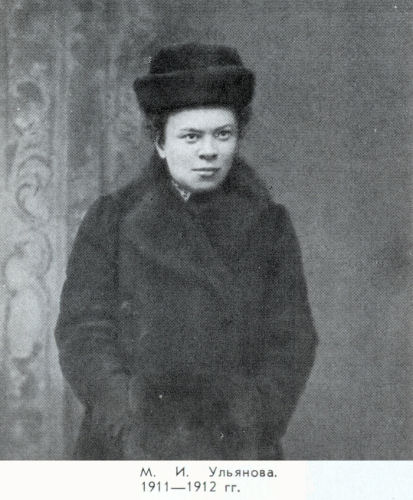
玛丽亚·乌里扬诺娃，摄于1911年或1912年

玛丽亚·伊里尼奇娜·乌里扬诺娃（俄语：Мари́я Ильи́нична Улья́нова；1878年2月18日—1937年6月12日）俄国布尔什维克革命家，政治家，苏联领导人弗拉基米尔·列宁和安娜·乌里扬诺娃的妹妹。父亲为伊利亚·尼古拉耶维奇·乌里扬诺夫，母亲为瑪麗亞·亞歷山德羅夫娜·烏里揚諾娃。